# Progressiv house
Progressiv house är en undergenre till house som började skapas under det tidiga 1990-talet. Jämfört med house är den progressiva housen mer djup och experimentell. Progressiv house och progressiv trance är idag väldigt svåra att skilja.
Exempel under 1990-talet och fram till 2000-talen är Sasha och Basement Jaxx. Idag är det tyngre och hårdare och mycket fokus på ljudbilden. Konsten att kunna pressa in volym och bas utan att göra avkall på ljudkvaliteten.  
En vidare sub-genre till progressiv house är den så kallade pixie progressive house som blev skapad av artisten James Holden. Förutom de tydliga kännetecknen på vanligt progressiv house innehåller pixie progressive syntar som är mycket låga och ambient-lika.

## Exempel på progressiv house-artister
- Alan Walker
- AKI Amano
- Alesso
- Alex H
- Alpha 9
- Avicii / Tim Berg
- Audien
- Axwell
- Blood Groove & Kikis
- Calvin Harris
- Dannic
- Dash Berlin
- David Guetta
- Deadmau5
- Dinka
- DubVision
- Eric Prydz
- Elypsis
- Gregory Esayan
- Hardwell
- Jeremy Olander
- Kazusa
- Mango
- Mizar B
- Martin Garrix
- Martisse & Sadko
- Nicky Romero
- Otto Knows
- Porter Robinson
- Roald Velden
- Ryo Nakamura
- Shingo Nakamura
- Sunbeam
- Swedish House Mafia
- Syn Cole
- Tiësto
- Thomas Gold
- Thomas Newson
- Veeshy